# 中国共产党第十三次全国代表大会
中国共产党第十三次全国代表大会，簡稱中共十三大，於1987年10月25日至11月1日在北京召開。出席大會的代表1,936人，特邀代表61人，代表當時全國4,600多萬名黨員。

## 主要议程
大会的议程是：（1）听取和审查中国共产党第十二届中央委员会的报告；（2）审查中共中央顾问委员会的报告；（3）审查中共中央纪律检查委员会的报告；（4）审议并通过《中国共产党章程部分条文修正案》；（5）选举中共第十三届中央委员会、新一届中共中央顾问委员会、新一届中共中央纪律检查委员会。

## 会议过程
中共中央总书记赵紫阳受十二届中央委员会委托，向大会作了题为《沿着有中国特色的社会主义道路前进》的报告。中国共产党第十三次全国代表大会提出并系统阐述了社会主义初级阶段理论，制定了党在社会主义初级阶段的基本路线，制定了“三步走”发展战略和各项改革任务。
大会讨论并通过了关于十二届中央委员会报告的决议、关于党章部分条文修正案的决议、关于中央顾问委员会工作报告的决议、关于中央纪律检查委员会工作报告的决议。 
大会还首次采用差额选举方式，选举出了由175名委员和110名候补委员组成的第十三届中央委员会，选举出了由200人组成的中央顾问委员会和69人组成的中央纪律检查委员会。

## 历史意义
这次大会共邀请了各省、自治区、直辖市、中共中央直属单位、中央国家机关和人民解放军的有关负责同志318人列席大会；邀请全国人大常委会党外副委员长，全国政协党外副主席，各民主党派、全国工商联负责人和无党派爱国民主人士，少数民族、宗教界人士96位，作为来宾列席大会。並有中外記者（其中包括1名台灣記者）400多名採訪了大會。在此前的历次代表大會上，這些均屬首次。

## 大会机构
中国共产党第十三次全国代表大会主席团名单
（共187人）

（按姓氏笔画为序）
丁关根　于洪恩　万　里　万绍芬（女）　万海峰　习仲勋　马文瑞　王　平　王　伟　王　芳　王　涛　王　海　王　蒙　王　群　王　震　王丙乾　王汉斌　王兆国　王任重　王忍之　王诚汉　王首道　王恩茂　王鹤寿　韦纯束（壮族）　韦国清（壮族）　尤太忠　毛致用　乌兰夫（蒙古族）　方　毅　尹克升　邓力群　邓小平　邓颖超（女）　艾知生　布　赫（蒙古族）　叶　飞　叶如棠　田纪云　白立忱（回族）　司马义·艾买提（维吾尔族）　邢崇智　吕　东　吕正操　吕培俭　朱　训　朱　光　朱　良　乔　石　伍绍祖　伍修权　伍精华（彝族）　向守志　全树仁　多吉才让（藏族）　刘　毅　刘立封　刘华清　刘振华　刘澜涛　关广富（满族）　江　华（瑶族）　江泽民　许士杰　许家屯　孙维本　芮杏文　杜润生　李　鹏　李一氓　李力安　李子奇　李立功　李先念　李宣化　李贵鲜　李铁映　李梦华　李绪鄂　李瑞环　李锡铭　李德生　李耀文　杨白冰　杨成武　杨汝岱　杨析综　杨易辰　杨尚昆　杨泰芳　杨得志　杨静仁（回族）　肖　克　吴文英（女）　吴学谦　何　康　何东昌　余秋里　谷　牧　邹　瑜　邹家华　汪　锋　沈达人　宋　平　宋　健　宋汉良　宋任穷　宋时轮　宋德福　迟浩田　张　震　张劲夫　张勃兴　张爱萍　张帼英（女）　陆定一　陈　云　陈丕显　陈再道　陈光毅　陈希同　陈俊生　陈敏章　陈辉光　陈锡联　陈慕华（女）　林　若　林丽韫（女）　罗　干　周光召　周绍铮　郑天翔　郑拓彬　赵东宛　赵紫阳　郝建秀（女）　胡　绳　胡乔木　胡启立　胡锦涛　胡耀邦　段君毅　洪学智　姚依林　秦仲达　秦基伟　耿　飚　聂荣臻　莫文祥　贾春旺　钱正英（女）　钱永昌　钱李仁　钱学森　铁木尔·达瓦买提（维吾尔族）　倪志福　徐向前　高　扬　高　狄　高德占　郭林祥　姬鹏飞　黄　华　黄　镇　黄火青　戚元靖　崔乃夫　康世恩　康克清（女）　阎明复　梁步庭　尉健行　彭　冲　彭　真　蒋心雄　韩　光　韩培信　程子华　普朝柱　曾宪林　温家宝　廖　晖　廖汉生（土家族）　赛福鼎·艾则孜（维吾尔族）　薛　驹　薄一波　穆　青（回族）
中国共产党第十三次全国代表大会主席团常务委员会名单
（共30人）
赵紫阳　邓小平　李先念　陈　云　胡耀邦　万　里　习仲勋　方　毅　田纪云　乔　石　李　鹏　杨尚昆　杨得志　吴学谦　余秋里　胡乔木　胡启立　姚依林　倪志福　彭　真　秦基伟　陈慕华（女）　陈丕显　邓力群　郝建秀（女）　王兆国　王　震　薄一波　宋任穷　王鹤寿
中国共产党第十三次全国代表大会秘书长名单
胡启立
中国共产党第十三次全国代表大会副秘书长名单
乔　石　宋　平　温家宝
中国共产党第十三次全国代表大会代表资格审查委员会名单
（共18人）
- 主　任：乔　石
- 副主任：宋　平　郭林祥
- 委　员：（按姓氏笔画为序）布　赫（蒙古族）　吕　枫　刘丽英（女）　关广富（满族）　郭　峰　苏毅然　李东冶　李坚真（女）　杨汝岱　陈野苹　洪学智　高　扬　黄罗斌　尉健行　韩　光